# Claro Open Colsanitas 2019 - Doppio
Dalila Jakupovič e Irina Chromačëva erano le detentrici del titolo, ma si sono ritirate per un infortunio di Jakupovič prima dell'inizio del torneo.
In finale Zoe Hives e Astra Sharma hanno battuto Hayley Carter e Ena Shibahara con il punteggio di 6-1, 6-2

## Teste di serie
1. Dalila Jakupovič /  Irina Chromačëva (ritirate)
2. Lara Arruabarrena /  Sara Sorribes Tormo (semifinale)

1. Alexa Guarachi /  Desirae Krawczyk (primo turno)
2. Monique Adamczak /  Jessica Moore (semifinale)

## Wildcard
1. Emiliana Arango /  María Camila Osorio Serrano (ritirate)

1. María Herazo González /  Yuliana Lizarazo (quarti di finale)

## Tabellone

### Legenda
| - Q = Qualificato - WC = Wild card - LL = Lucky loser | - ALT = Alternate - SE = Special Exempt - PR = Protected Ranking | - w/o = Walkover - r = Ritirato - d = Squalificato |

|  | Primo turno           | Primo turno                     | Primo turno                     | Primo turno | Primo turno |  |  | Quarti di finale     | Quarti di finale                | Quarti di finale                | Quarti di finale                | Quarti di finale                |   |     | Semifinale       | Semifinale           | Semifinale           | Semifinale           | Semifinale           |   |   | Finale | Finale | Finale | Finale | Finale |  |
|  |                       |                                 |                                 |             |             |  |  |                      |                                 |                                 |                                 |                                 |   |     |                  |                      |                      |                      |                      |   |   |        |        |        |        |        |  |
|  |                       |                                 |                                 |             |             |  |  |                      |                                 |                                 |                                 |                                 |   |     |                  |                      |                      |                      |                      |   |   |        |        |        |        |        |  |
|  |                       |                                 |                                 |             |             |  |  | C Perrin B Schoofs   | C Perrin B Schoofs              | C Perrin B Schoofs              | 6                               | 0                               |   |     |                  |                      |                      |                      |                      |   |   |        |        |        |        |        |  |
|  |                       |                                 |                                 |             |             |  |  | Z Hives A Sharma     | Z Hives A Sharma                | Z Hives A Sharma                | 7                               | 6                               |   |     |                  |                      |                      |                      |                      |   |   |        |        |        |        |        |  |
|  |                       |                                 |                                 |             |             |  |  |                      |                                 |                                 |                                 |                                 |   |     |                  | Z Hives A Sharma     | 5                    | 6                    | [10]                 |   |   |        |        |        |        |        |  |
|  | 4                     | M Adamczak J Moore              | M Adamczak J Moore              | 6           | 6           |  |  |                      |                                 | 4                               | M Adamczak J Moore              | 7                               | 3 | [4] |                  |                      |                      |                      |                      |   |   |        |        |        |        |        |  |
|  |                       | S Fichman E Routliffe           | S Fichman E Routliffe           | 3           | 0           |  |  | 4                    | M Adamczak J Moore              | M Adamczak J Moore              | 6                               | 7                               |   |     |                  |                      |                      |                      |                      |   |   |        |        |        |        |        |  |
|  | A Danilina Y Sizikova | A Danilina Y Sizikova           | A Danilina Y Sizikova           | 6           | 6           |  |  |                      | A Danilina Y Sizikova           | A Danilina Y Sizikova           | 1                               | 5                               |   |     |                  |                      |                      |                      |                      |   |   |        |        |        |        |        |  |
|  | A Bogdan S Vickery    | A Bogdan S Vickery              | A Bogdan S Vickery              | 3           | 3           |  |  |                      |                                 |                                 |                                 |                                 |   |     | Z Hives A Sharma | Z Hives A Sharma     | Z Hives A Sharma     | 6                    | 6                    |   |   |        |        |        |        |        |  |
|  | L Pigossi R Zarazúa   | L Pigossi R Zarazúa             | L Pigossi R Zarazúa             | 4           | 4           |  |  |                      |                                 |                                 |                                 |                                 |   |     |                  |                      | H Carter E Shibahara | H Carter E Shibahara | H Carter E Shibahara | 1 | 2 |        |        |        |        |        |  |
|  | I Bara E-G Ruse       | I Bara E-G Ruse                 | I Bara E-G Ruse                 | 6           | 6           |  |  | I Bara E-G Ruse      | I Bara E-G Ruse                 | I Bara E-G Ruse                 | 2                               | 5                               |   |     |                  |                      |                      |                      |                      |   |   |        |        |        |        |        |  |
|  |                       | H Carter E Shibahara            | 6                               | 3           | [10]        |  |  | H Carter E Shibahara | H Carter E Shibahara            | H Carter E Shibahara            | 6                               | 7                               |   |     |                  |                      |                      |                      |                      |   |   |        |        |        |        |        |  |
|  | 3                     | A Guarachi D Krawczyk           | 3                               | 6           | [8]         |  |  |                      |                                 |                                 |                                 |                                 |   |     |                  | H Carter E Shibahara | H Carter E Shibahara | 6                    | 6                    |   |   |        |        |        |        |        |  |
|  |                       | Y Bonaventure J Cako            | Y Bonaventure J Cako            | 3           | 3           |  |  |                      |                                 | 2                               | L Arruabarrena S Sorribes Tormo | L Arruabarrena S Sorribes Tormo | 3 | 3   |                  |                      |                      |                      |                      |   |   |        |        |        |        |        |  |
|  | WC                    | M Herazo González Y Lizarazo    | M Herazo González Y Lizarazo    | 6           | 6           |  |  | WC                   | M Herazo González Y Lizarazo    | M Herazo González Y Lizarazo    | 2                               | 0                               |   |     |                  |                      |                      |                      |                      |   |   |        |        |        |        |        |  |
|  |                       | M Linette C McHale              | M Linette C McHale              | 3           | 1           |  |  | 2                    | L Arruabarrena S Sorribes Tormo | L Arruabarrena S Sorribes Tormo | 6                               | 6                               |   |     |                  |                      |                      |                      |                      |   |   |        |        |        |        |        |  |
|  | 2                     | L Arruabarrena S Sorribes Tormo | L Arruabarrena S Sorribes Tormo | 6           | 6           |  |  |                      |                                 |                                 |                                 |                                 |   |     |                  |                      |                      |                      |                      |   |   |        |        |        |        |        |  |